# Auing (Wörthsee)
Auing ist ein Gemeindeteil von Wörthsee im oberbayrischen Landkreis Starnberg. Das Dorf schließt südöstlich von Steinebach an und liegt an der Staatsstraße 2348.

## Geschichte
Das Dorf wurde erstmals 1255 in einer Urkunde des Hochstifts Eichstätt erwähnt, in der es um den Status von Leibeigenen im Dorf und in Schlagenhofen geht. Bis 1400 gingen die Höfe von den Herren von Steinebach auf die Herren auf Seefeld über. Noch bis 1567 bestand ein eigenständiges Gut, das in dem Jahr vom Münchner Hofkanzler Hieronymus Kheiss erworben wurde. Selbiges ging 1661 an das Augustinerkloster München. Ein anderes Gut im Eigenbesitz des Bayerischen Herzogs wurde 1717 als unrentabel aufgegeben. Außerdem hatte der Pfarrer von Oberalting Besitz im Ort.
Mit dem Zweiten Gemeindeedikt von 1818 kam der Ortsteil mit neun Höfen zur politischen Gemeinde Steinebach. In den 1860er Jahren lebte der spätere Wiesnwirt Hans Steyrer als Kostkind im Dorf. Beim ersten Zensus 1871 gab es nur 37 Einwohner. Mit dem Bau der Bahnstrecke München-Herrsching 1903 begann der Fremdenverkehr am Wörthsee zu florieren und alljährlich vermieteten die Bauern Zimmer an Münchner Sommerurlauber.
Die Einwohnerzahl stieg langsam an und so lebten 1950 schon 85 und 1987 immerhin 113 Menschen in Auing.

## Kapelle

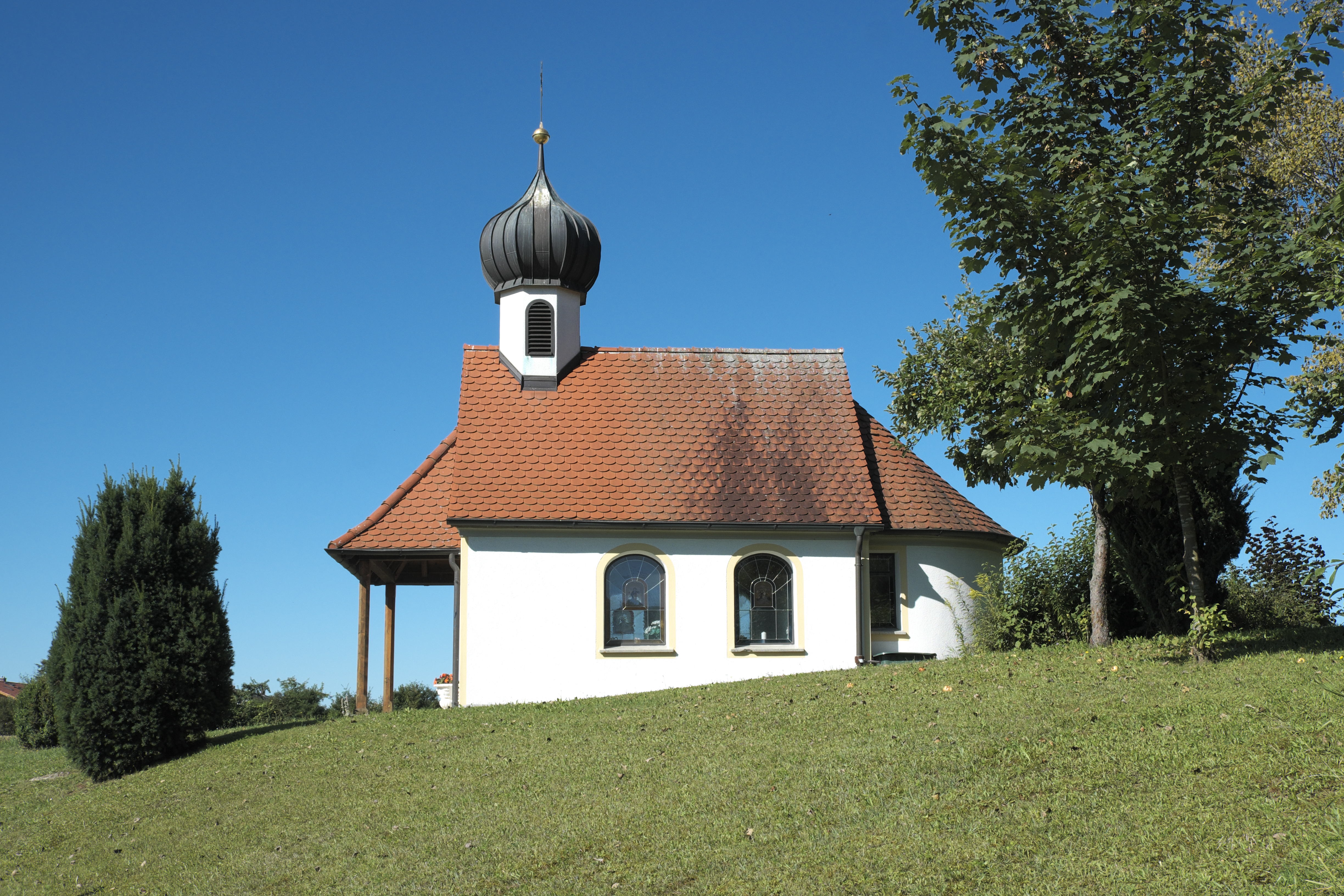
Marienkapelle von Osten

Nordöstlich des Dorfes an der Meilinger Straße liegt die Marienkapelle. Links des Altars befindet sich eine Holzstatue der Notburga von Rattenberg.